# Veronac Automobile Enterprises
Veronac Automobile Enterprises Ltd. war ein kanadischer Hersteller von Automobilen.

## Unternehmensgeschichte
Das Unternehmen aus London begann 1981 mit der Produktion von Automobilen. Der Markenname lautete Veronac. Die Fahrzeuge wurden auf Bestellung gefertigt. Etwa 1984 endete die Produktion.

## Fahrzeuge
Hergestellt wurden Nachbildungen klassischer Automobile. Genannt sind Duesenberg J und Duesenberg SJ von Duesenberg, Cord 812 von Cord und Auburn Speedster von der Auburn Automobile Company. Die Karosserien bestanden aus Aluminium. Ein V8-Motor von General Motors mit 400 PS trieb die Fahrzeuge an.